# 染矢すみれ
染矢 すみれ（そめや すみれ、1989年12月6日 - ）は日本のフリーアナウンサー。

## 略歴
宮崎県宮崎市出身。鹿児島大学法文学部人文学科を2012年に卒業し、同年に長崎放送に入社。

## 人物
私生活では、入社から4年後の2016年11月に結婚。のち2020年5月から産休に入り、同年9月に女児を出産。2021年3月には「げなパネ!」に出演した
。本格復帰は2021年秋頃の予定とされ、同年9月に復帰したが、諸事情から同年12月を以て長崎放送を退職。
「夫の転勤に伴い2021年12月25日（土）に福岡県に転居した」と述べている。

## 逸話
- 第1子産休中の2020年7月に発売されたFLASH（光文社）2020年8月11日号（1568号）に掲載された「全国地方局女子アナ人気ランキング」において、27位[11]となり、当該記事では「（チャームポイントの）たれ目がかわいい」等と称されていた。本人はのちにブログで「雑誌掲載されたのは『げなパネ!』[7]のおかげである」と語っている。

## 過去の担当番組

### ラジオ
- 歌のない歌謡曲 - NBCラジオ版パーソナリティ[1][12]

### テレビ
- 報道センターNBC（2012年4月 - 2014年3月）
- あっぷる（2014年4月 - 2020年3月[13]）
- げなパネ!（2017年4月[1] - 2021年3月）
- Pint（2020年3月 - 2021年12月）
- NBCニュース[1]